# Bundesstraße 432
Pour les articles homonymes, voir Route 432.
La Bundesstraße 432 est une Bundesstraße du Land de Schleswig-Holstein et de Hambourg.

## Situation et accès
L'autoroute fédérale 432 commence à la jonction Schnelsen-Nord de la Bundesautobahn 7 au nord-ouest de Hambourg et mène par Norderstedt, Kayhude, Nahe, Itzstedt und Leezen à Bad Segeberg. La B 206 et la A 21/B 404 se croisent à Bad Segeberg.
De Bad Segeberg, la route continue, entre Warder et Wensin le long du Wardersee, par Gnissau, Ahrensbök, Pönitz jusqu'à Scharbeutz sur la mer Baltique. Peu avant Scharbeutz, elle croise l'A 1 et va de ce carrefour jusqu'à l'entrée de Scharbeutz sur le même itinéraire que la B 76.

## Historique
La partie entre Schnelsen et Kayhude est construite en 1840 dans le cadre de la chaussée entre Hambourg et Lübeck, le tronçon plus loin vers Pönitz fait partie de l'Altona-Neustädter Chaussee, construite de 1842 à 1845. Presque tous les jalons historiques danois sont conservés le long de la route ; ils sont maintenant classés monuments historiques. Peu avant Scharbeutz, entre l'A1 et la voie ferrée, il y avait six puits de détonation dans la chaussée, vestiges de la guerre froide. En mai 2006, un nouveau revêtement routier est posé et les puits sont dégagés. Les cinq maisons-barrières pionnières associées (bunkers d'explosifs) près de Blocksberg (Pansdorf) servent maintenant d'abris pour les chauves-souris.